# Ingrid Steeger singt Klimbim
Ingrid Steeger singt Klimbim ist ein Musikalbum der Schauspielerin Ingrid Steeger. Es erschien 1975 und entstand im Rahmen der Fernsehsendung Klimbim (1973–1979).

## Hintergrund
Ingrid Steeger war ab 1973 der Star der deutschen Comedy-Fernsehserie Klimbim. Um von der Popularität der schlüpfrig-frivolen Fernsehserie zu profitieren, entschied der Westdeutsche Rundfunk eine Platte mit der Hauptdarstellerin zu veröffentlichen. Ingrid Steeger wurde damit gelockt, als „deutsche Marilyn Monroe“ vermarktet zu werden. Obwohl sie zu diesem Zeitpunkt nicht singen konnte und ihre hohe Stimme in der Show verstellt war, begab sie sich mit Produzent Abi Ofarim ins Studio. Dieser komponierte die meisten Lieder mit seiner Gitarre und brachte Steeger die Texte bei. Insgesamt dauerte die Arbeit daran zwischen vier und fünf Wochen. Als Toningenieur war ein junger Harold Faltermeyer beteiligt. Die Instrumente wurden von Münchener Studiomusikern (unter anderem Paul Vincent) eingespielt. Da Steeger jedwede Atemtechnik fehlte, fielen ihr die Aufnahmen sehr schwer.

## Musikstil
Die zum Großteil von Abi Ofarim komponierten Lieder sind zwischen Chanson und Schlager angesiedelt. Einflüsse aus dem Ragtime, Walzer, Funk und der Stimmungsmusik sind ebenfalls zu hören. Die Texte sind zum einen frivol gehalten, zum anderen relativer Klamauk. Ingrid Steegers Stimme wechselt zwischen piepsig und gehaucht und ist weit von einer richtigen Gesangsstimme entfernt.

## Veröffentlichung
Das Album wurde 1975 als Schallplatte und Musikkassette auf Ofarims Label Prom veröffentlicht. 1978 folgte eine Wiederveröffentlichung auf Europa. 35 Jahre später erschien eine CD-Version über das Independent-Label Sireena Records inklusive eines Bonustracks.

## Titelliste
1. Klimbim-Ouvertüre – 3:03
2. Ottokar – 2:14
3. Einmal ist keinmal – 1:46
4. Jetzt kommt die große Karriere – 3:11
5. Bericht aus Bonn – 2:10
6. Linda – 2:30
7. Der muss Rhein – 2:06
8. Der Star aus der Paloma-Bar – 3:09
9. Uah, deine Lippen – 2:27
10. Am 1. April – 2:15
11. Aber sonst ist alles OK! – 2:55
12. Der Schneemann – 3:02
13. Klimbim-Finale – 2:08

Bonustrack
1. Ich bin nicht der Mount Everest – 2:30

## Kritik
Das Werk gilt heute eher als Kuriosität denn als echtes Musikalbum. Aufgrund der einerseits eher „doofen“, andererseits recht frivolen Texte kann das Album für Nostalgiker und Trash-Fans von Interesse sein. Stephan Schelle vom Musikzirkus Magazin konstatierte dem Album „einen gewissen kauzigen und doch kultigen Charme. Es richtet sich eher an Liebhaber und Freunde des etwas skurrilen Geschmacks.“

## Belege
1. 1 2 3  Michael Fuchs-Gamböck: Ingrid Steeger – Mehr als ‚Klim Bim‘. In: Kult! Nr. 3, Januar 2011, S. 86–88.
2. 1 2  Stephan Schelle: Rezension. In: Musikzirkus Magazin. August 2010, abgerufen am 1. April 2011.